# Gustaf Skarsgård
Gustaf Caspar Orm Skarsgård (/ˈskɑːʂɡoːɖ/; ur. 12 listopada 1980 w Sztokholmie) – szwedzki aktor.
Syn My i Stellana Skarsgårdów, brat: Eiji, Valtera, Sama, Billa i Alexandra. Jego ojcem chrzestnym jest uznany szwedzki aktor Peter Stormare. W 2003 ukończył Sztokholmską Akademię Sztuk Dramatycznych (Teaterhögskolan).
W latach 1999–2005 był związany ze szwedzką aktorką Hanną Alström.

## Filmy
- Prima ballerina (1989) jako Spinken
- Terrorysta na zamówienie (Täcknamn Coq Rouge, 1989) jako Erik Hamilton
- Min vän Percys magiska gymnastikskor (1994) jako Jan
- Sommaren (1995) jako Steffe
- Euroboy (1996) jako Robber
- Skuggornas hus (1996) jako J.B
- Kontrakt (2002)
- Niewidzialny (Den osynlige, 2002) jako Niklas
- Gåvan (2002) jako David
- Cleo (2002) jako Jonas
- Zło (Ondskan, 2003) jako Otto Silverhielm
- Drobiazgi (Detaljer, 2003) jako Daniel
- Swedenhielms (2003) jako Bo Swedenhielm
- Kolor mleka (Ikke naken, 2004) jako Nieznajomy
- Zaraza babilońska (Babylonsjukan, 2004) jako Olle
- Dzieciaki z osiedla (Förortsungar, 2006) jako Johan
- Snapphanar (2006) jako Karl XI
- Wallander: Piramida (Pyramiden, 2007) jako młody Kurt Wallander
- Templariusze. Miłość i krew[6], (2007) jako Knut Eriksson
- Mellan 11 och 12 (2008) jako Jonas
- Iscariot (2008) jako Adam
- Arn – Królestwo na końcu drogi[7], (2008) jako król Knut Eriksson
- Półtoraroczny Patryk (Patrik 1,5, 2008) jako Göran Skoogh
- May Fly (2009) jako Jimmy
- Puss (2010) jako Jon
- Niepokonani (The Way Back, 2010) jako Voss
- Bibliotekstjuven (2011) jako John
- Happy End (2011) jako Peter
- Kon-Tiki (2012) jako Bengt Danielsson
- Autumn Blood (2012) jako Rzeźnik
- The Big Leap (2013) jako John

## Seriale TV
- Wikingowie (od 2013) jako Floki
- Przeklęta (Cursed, 2020) jako Merlin

## Nagrody i nominacje
| Rok  | Nagroda                                     | Kategoria                       | Film                                     | Rezultat  |
| ---- | ------------------------------------------- | ------------------------------- | ---------------------------------------- | --------- |
| 2004 | Screamfest                                  | Najlepszy aktor                 | Niewidzialny (Den osynlige, 2002)        | Wygrana   |
| 2004 | Złoty Żuk                                   | Najlepszy aktor drugoplanowy    | Zło (Ondskan, 2003)                      | Nominacja |
| 2007 | Międzynarodowy Festiwal Filmowy w Berlinie] | Shooting Stars Award            | –                                        | Wygrana   |
| 2007 | Złoty Żuk                                   | Najlepszy aktor pierwszoplanowy | Dzieciaki z osiedla (Förortsungar, 2006) | Wygrana   |
| 2009 | Złoty Żuk                                   | Najlepszy aktor pierwszoplanowy | Półtoraroczny Patryk (Patrik 1,5, 2008)  | Nominacja |
| 2020 | Złoty Żuk                                   | Najlepszy aktor pierwszoplanowy | 438 dagar (2019)                         | Nominacja |